# Андрошич, Валтер
Валтер Андрошич (хорв. Valter Androšić; 11 ноября 1977, Пула, СФРЮ) — хорватский футболист, защитник.

## Биография
Воспитанник клуба «Ульяник» из родного города Пула, клуб позже назывался «Истра». В «Ульянике» начал профессиональную карьеру. В 1996 году перешёл в «Загреб». Но в 1999 году вернулся в «Ульяник».
В январе 2003 года прибыл на просмотр в полтавский клуб «Ворскла-Нефтегаз». Вместе с командой прошёл сборы в Крыму и Турции. В Высшей лиге дебютировал 23 марта 2003 года в матче против киевской «Оболони» (1:0). Вторую половину сезона 2003/04 Андрошич был травмирован. В январе 2005 года тренерский штаб «Ворсклы» отказался от услуг хорватского футболиста.
Летом 2005 года перешёл в австрийский «Адмира Ваккер Мёдлинг». Провёл один сезон и вернулся обратно в «Истру». После выступал за клубы низших лиг Хорватии «Ядран» и «Умаг», «Ровинь», «Пазинка» и «Младость» из Ровиньско Село.
С 2015 года является детским тренером в «Ровине», где занимается с командой до 11 лет.